# Tvillingskäl
Tvillingskäl är ett album från år 1982 av Eva Dahlgren. Producent och arrangör var Anders Glenmark, tekniker Rune Persson. Inspelningen skedde i Glenstudio, Stocksund i mitten av 1982. Skivnumret är GlenDisc HGP 3022.
Forskaren Hillevi Ganetz konstaterar i sin avhandling om bland annat Eva Dahlgrens rocktexter att "med 'Tvillingskäl' introduceras på allvar ett existentiellt tema som kretsar kring frågan om människan är ond eller god, om människans natur. På de föregående albumen har detta tema funnits implicit, men varit mer kopplad till textens jag och dess relation till ett du". Flera av albumets låtar ger, antingen i text eller musik eller både och, ett disharmoniskt uttryck. Detta i kombination med att inte någon av albumets låtar blivit ihågkomna, bidrar till att "Tvillingskäl" kan betraktas som ett av Eva Dahlgrens mer anonyma men också mer svårtillgängliga album.
Två av albumets låtar, balladerna "Sår" och "Vill du" har dock tagits med på olika samlingsalbum. Låten "Sår" framfördes i tv-programmet "Guldslipsen". I tv-programmet "Zorro" framfördes låtarna "Människor gör ont", "Maktstatus" och "Vill du".
Tvillingskäl finns utgiven på cd, under titeln "Fotspår". Denna cd innehåller dessutom två låtar från albumet "Eva Dahlgren" ("Just rubbish" och "Bara ibland), samt låtarna "If I was the queen", "Steal me a life", "Sexhets", "Drömmar av guld" och "Strömningar". CD:n "Fotspår" är dock idag sedan länge utgången i handeln och svår att få tag i även som begagnad cd.

## Låtlista

### Sida 1
1. Så lång tid
2. Maktstatus
3. Vill du
4. Så ung
5. Nothing Left Unbound

### Sida 2
1. Människor gör ont
2. Sår
3. Fotspår
4. Damn You, I'm Falling
5. I Know You Would (Awäowa)

## Medverkande musiker
Gruppen "Wajs Gajs":
- Rolf Alex, trummor
- Mats Englund, bas
- Anders Glenmark, keyboards, sång
- Jonas Isacsson, gitarr

## Listplaceringar
| Lista (1982) | Topplacering |
| ------------ | ------------ |
| Sverige      | 8            |